# محمد إبراهيم الحريري
وفاته:2024/6/5
محمد إبراهيم الحريري شاعر عربي سوري معاصر، له دواوين شعرية وفكرية عديدة.

## حياته
نشأ في قرية نائية من مضارب حوران تسمى «بصر الحرير». وتشتت حياته بين اللجوء والهجرة. عرف باسم (أبو القاسم محمد الحريري)
له تحت هذا الاسم دواوينه الشعرية(ميسان ;أيها الراحل ;في زمن الجنون). 
وفاته في الأردن _اربد_ عام:2024/6/5

## تعليمه
إجازة في الآداب. قسم اللغة العربية جامعة دمشق 1987م.
عمل معلم في سوريا حتى عام 1989م.
ثم سافر إلى الكويت ويعمل حاليا معلما في مدارس وزارة التربية الكويتية.

## أعماله
له العديد من الدواوين منها:
- ديوان وطن بين هلاليين
- ديوان ميسان معدل
- من زمن الجنون
- مقال أبي البقاء الرندي

يتحدث فيه عن شاعر أسبانيا (سرفانتس) والشاعر العربي أبي البقاء الرندي خلال وجود العرب في أسبانيا
- له ترجمة في معجم البابطين

لإصدار الثالث المجلد التاسع صفحة 122

## روابط خارجية
- ماذا يفيد الشعر، زمان الوصل.
- رابطة أدباء الشام.